# مسجد خالد بن الوليد التاريخي
مسجد خالد بن الوليد هو مسجد تاريخي شيده الصحابي خالد بن الوليد في حجر اليمامة، (منطقة الرياض حاليًا) في السنة 12 هـ. رُفع المسجد على عشرة أعمدة حجرية اسطوانية أُطلق عليها اسم السارية، بُني سقف المسجد من جذوع أشجار الأثل وفوقها سعف النخيل ثم الطين كما لم يكن للمسجد حينها مئذنة.
يقع المسجد في الجنوب الغربي من مدينة الرياض يحدها غربا وادي حنيفة وشرقها مبنى الإفتاء الجديد ومن الشمال أم قرو ومن الجنوب صياح.

## روابط خارجية
- راشد بن عساكر والباحث في التاريخ السعودي: تمكنا بعد سنوات من البحث من تحديد موقع مسجد خالد ابن الوليد وهو في حي الجرّادية.